# Lijst van kardinaal-protodiakens
Dit is een lijst van kardinaal-protodiakens. Deze lijst is niet compleet. 
| Naam                          | Geboren | Overleden | Kardinaal sinds | Kardinaal-protodiaken | Opmerkingen                                                                             |
| ----------------------------- | ------- | --------- | --------------- | --------------------- | --------------------------------------------------------------------------------------- |
| …                             |         |           |                 |                       |                                                                                         |
| Marco Cornaro                 | 1482    | 1524      | 1500            | 1520-1523             | Verkondigde paus Adrianus VI uit de Nederlanden en paus Clemens VII                     |
| …                             |         |           |                 |                       |                                                                                         |
| Andreas van Oostenrijk        | 1558    | 1600      | 1576            | 1590-1600             | Verkondigde paus Innocentius IX                                                         |
| …                             |         |           |                 |                       |                                                                                         |
| Virginio Orsini               | 1615    | 1676      | 1642            | 1656-1666             |                                                                                         |
| …                             |         |           |                 |                       |                                                                                         |
| Antonio Maria Doria Pamphilj  | 1749    | 1821      | 1785            | 1798-1821             | Verkondigde paus Pius VII                                                               |
| Fabrizio Ruffo di Calabria    | 1744    | 1827      | 1791            | 1821-1827             | Verkondigde paus Leo XII                                                                |
| Giuseppe Albani               | 1750    | 1834      | 1801            | 1827-1834             | Verkondigde paus Pius VIII en paus Gregorius XVI                                        |
| Agostino Rivarola             | 1758    | 1842      | 1817            | 1834-1842             |                                                                                         |
| Tommaso Riario Sforza         | 1782    | 1857      | 1823            | 1842-1857             | Verkondigde paus Pius IX                                                                |
| Luigi Gazzoli                 | 1774    | 1858      | 1831            | 1857-1858             |                                                                                         |
| Giuseppe Ugolini              | 1783    | 1867      | 1838            | 1858-1867             |                                                                                         |
| Giacomo Antonelli             | 1806    | 1876      | 1847            | 1867-1876             |                                                                                         |
| Prospero Caterini             | 1795    | 1881      | 1853            | 1876-1881             | Verkondigde paus Leo XIII                                                               |
| Teodolfo Mertel               | 1806    | 1899      | 1858            | 1881-1884             | Laatste kardinaal zonder priesterwijding, was van 1885-1899 ook kardinaal-protopriester |
| Domenico Consolini            | 1806    | 1884      | 1866            | 1884                  |                                                                                         |
| Lorenzo Ilarione Randi        | 1818    | 1887      | 1875            | 1884-1887             |                                                                                         |
| Giuseppe Pecci                | 1807    | 1890      | 1879            | 1887-1890             |                                                                                         |
| John Henry Newman             | 1801    | 1890      | 1879            | 1890                  |                                                                                         |
| Joseph Hergenröther           | 1824    | 1890      | 1879            | 1890                  |                                                                                         |
| Tommaso Zigliara              | 1833    | 1893      | 1879            | 1890-1891             |                                                                                         |
| Isidoro Verga                 | 1832    | 1899      | 1884            | 1891-1896             |                                                                                         |
| Luigi Macchi                  | 1832    | 1907      | 1889            | 1896-1907             | Verkondigde paus Pius X                                                                 |
| Andreas Steinhuber            | 1824    | 1907      | 1893            | 1907                  |                                                                                         |
| Francesco Segna               | 1836    | 1911      | 1894            | 1907-1911             |                                                                                         |
| Francesco Salesio della Volpe | 1844    | 1916      | 1899            | 1911-1916             | Verkondigde paus Benedictus XV, tevens camerlengo tijdens de sedisvacatie               |
| Gaetano Bisleti               | 1856    | 1937      | 1911            | 1916-1928             | Verkondigde paus Pius XI                                                                |
| Camillo Laurenti              | 1861    | 1938      | 1921            | 1928-1935             |                                                                                         |
| Camillo Caccia Dominioni      | 1877    | 1946      | 1935            | 1935-1946             | Verkondigde paus Pius XII                                                               |
| Nicola Canali                 | 1874    | 1961      | 1935            | 1946-1961             | Verkondigde paus Johannes XXIII                                                         |
| Alfredo Ottaviani             | 1890    | 1973      | 1953            | 1961-1967             | Verkondigde paus Paulus VI                                                              |
| Arcadio María Larraona        | 1887    | 1983      | 1959            | 1967-1969             |                                                                                         |
| William Theodore Heard        | 1884    | 1973      | 1959            | 1969-1970             |                                                                                         |
| Antonio Bacci                 | 1885    | 1971      | 1960            | 1970-1971             |                                                                                         |
| Michael Browne                | 1887    | 1971      | 1962            | 1971                  |                                                                                         |
| Federico Callori di Vignale   | 1890    | 1971      | 1965            | 1971                  |                                                                                         |
| Charles Journet               | 1891    | 1975      | 1965            | 1971-1973             |                                                                                         |
| Pericle Felici                | 1911    | 1982      | 1967            | 1973-1979             | Verkondigde paus Johannes Paulus I en paus Johannes Paulus II                           |
| Sergio Pignedoli              | 1910    | 1980      | 1973            | 1979-1980             |                                                                                         |
| Umberto Mozzoni               | 1904    | 1983      | 1973            | 1980-1983             |                                                                                         |
| Opilio Rossi                  | 1910    | 2004      | 1976            | 1983-1987             |                                                                                         |
| Giuseppe Caprio               | 1914    | 2005      | 1979            | 1987-1990             |                                                                                         |
| Aurelio Sabattani             | 1912    | 2003      | 1983            | 1990-1993             |                                                                                         |
| Duraisamy Simon Lourdusamy    | 1924    | 2014      | 1985            | 1993-1996             |                                                                                         |
| Eduardo Martínez Somalo       | 1927    | 2021      | 1988            | 1996-1999             |                                                                                         |
| Pio Laghi                     | 1922    | 2009      | 1991            | 1999-2002             |                                                                                         |
| Luigi Poggi                   | 1917    | 2010      | 1994            | 2002-2005             |                                                                                         |
| Jorge Medina Estévez          | 1926    | 2021      | 1998            | 2005-2007             | Verkondigde paus Benedictus XVI                                                         |
| Darío Castrillón Hoyos        | 1929    | 2018      | 1998            | 2007-2008             |                                                                                         |
| Agostino Cacciavillan         | 1926    | 2022      | 2001            | 2008-2011             |                                                                                         |
| Jean-Louis Tauran             | 1943    | 2018      | 2003            | 2011-2014             | Verkondigde paus Franciscus                                                             |
| Renato Martino                | 1932    | 2024      | 2003            | 2014-2024             |                                                                                         |
| Dominique Mamberti            | 1952    |           | 2015            | 2024-                 | Verkondigde paus Leo XIV                                                                |